# Colin Veitch
Colin Campbell McKechnie Veitch (Newcastle upon Tyne, 1881. május 22. – Bern, 1938. augusztus 26.) angol válogatott labdarúgó, aki a huszadik század első évtizedében a Newcastle United csapatában játszott, illetve a Bradford City vezetőedzője volt.

## Pályafutása

### Newcastle United
Veitch Newcastle upon Tyne városában, Heaton környékén született. Az iskolában tehetséges tudósnak és labdarúgónak tartották, 1895-ben a Newcastle Iskola első csapatkapitánya volt.
Miután beiratkozott a Rutherford Főiskolára, bekerült az ottani csapatba is, melyet akkoriban Északkelet-Anglia egyik legjobb amatőr csapatának tartottak. Tehetségével felkeltette a Newcastle United figyelmét, melyhez először amatőrként igazolt, majd 1899 nyarán vált profi labdarúgóvá. 1899 októberében debütált a gárdában, ekkor 1–0-s vereséget szenvedtek a Wolverhampton Wandererstől.
Egy rövid ideig fontolóra vette visszavonulását, hogy az akadémián tudjon edzősködni, de meggondolva magát Hamilton álnéven játszott tovább.
A sokoldalúságáról ismert Veitch sikeres csapatkapitánynak számít a Szarkáknál, 1905-ben, 1907-ben és 1909-ben első osztályú bajnokságot nyert, 1910-ben FA-kupát, 1905-ben, 1906-ban, 1908-ban és 1911-ben pedig ezüstérmet szerzett a sorozatban, továbbá hatszor volt válogatott. A pályán kívül aktív tagja volt a játékosok szakszervezetének is.
Annak ellenére, hogy 1911-ben klubja és közte vita alakult ki, az első világháború kitöréséig továbbra is a játékosuk maradt, majd hadnagyként szolgált a Royal Garrison tüzérségben. A háború után edzőként tért vissza a St James’ Parkba. 1924-ben megalapította a Newcastle juniorcsapatát, a Newcastle Swiftset, mely az egyesület ifjúsági rendszerének alapjául szolgál. 1926-ban menesztették, ezzel 26 év után hagyta el az egyesületet.

### Bradford City
1926-ban a Bradford City vezetőedzőjének nevezték ki. Az első szezonjában kiestek a harmadosztály északi divíziójába. A következő idényben megszerezték az addig rekordnak számító győzelmüket, miután a Nelson felett 9–1-es győzelmet arattak. 1927-ben Veitch lemondott, mert úgy döntött, egy klub menedzselése nem való számára.

## Magánélet
A művészetek iránt nagy érdeklődést mutatott, 1911-ben társként alapította meg a színházat Newcastle upon Tyne-ban. Kiváló drámaíró, zeneszerző, karmester és producer volt, George Bernard Shaw-t is a barátai közé sorolta.
Az első világháború idején másodhadnagyként szolgált a Royal Garrison tüzérségben.
A politikában is jártas volt, felkérték, hogy legyen a Munkáspárt parlamenti képviselője. Bár ezt az ajánlatot visszautasította, később szakszervezeti aktivista lett a Hivatásos Labdarúgó-szövetségben, valamint évekig a PFA elnöke volt.
Miután lemondott a Bradford City vezetőedzői székéről, hazatért Tyneside-ba és az Evening Chronicle újságírója lett. 1929-ben kitiltották a St James’ Parkból.
1938-ban tüdőgyulladást kapott és 57 éves korában Bernben, Svájcban halt meg nyaralása során.

## Sikerei

### Játékosként

#### Newcastle United
- Angol első osztály (3): 1904–1905, 1906–1907, 1908–1909
- FA-kupa (1): 1910, döntős: 1905, 1906, 1908, 1911, 1912

## Fordítás
- Ez a szócikk részben vagy egészben  a   Colin Veitch című angol Wikipédia-szócikk ezen változatának fordításán alapul.  Az eredeti cikk szerkesztőit annak laptörténete sorolja fel. Ez a jelzés csupán a megfogalmazás eredetét és a szerzői jogokat jelzi, nem szolgál a cikkben szereplő információk forrásmegjelöléseként.